# Kreis Landeshut i. Schles.

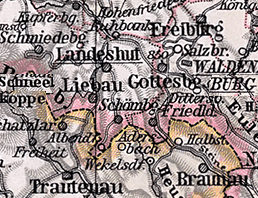
Der Kreis Landeshut in den Grenzen von 1818 bis 1932

Der Kreis Landeshut i. Schles. war ein preußischer Landkreis in Schlesien, der von 1818 bis 1945 bestand. Das Landratsamt war in der Stadt Landeshut (in Schlesien), dem heutigen Kamienna Góra in der polnischen Woiwodschaft Niederschlesien.

## Verwaltungsgeschichte

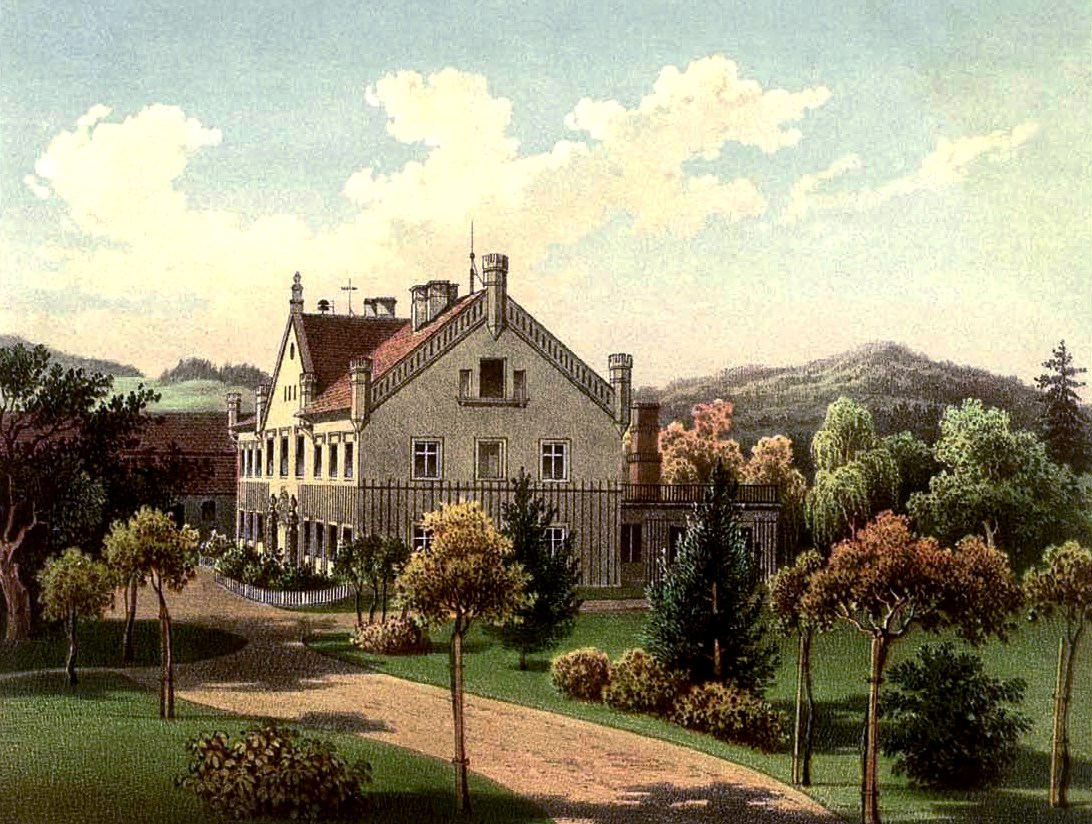
Rittergut Krausendorf (Sammlung Alexander Duncker) um 1860

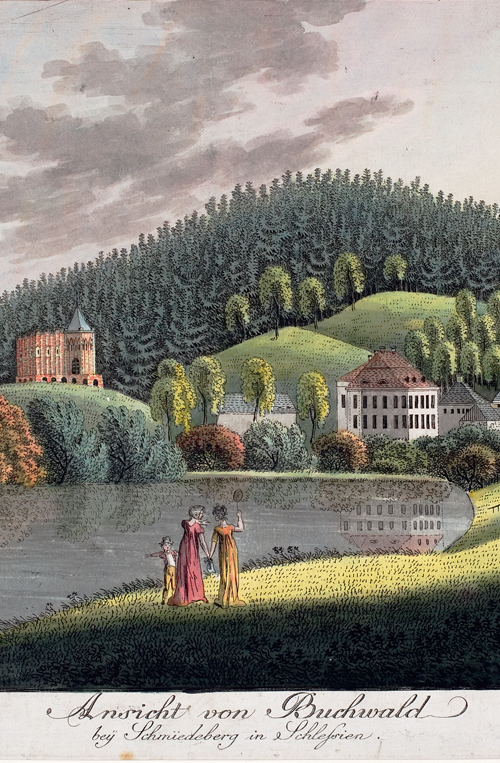
Buchwald bei Schmiedeberg

Nach der Eroberung des größten Teils von Schlesien durch Preußen im Jahre 1741 wurden durch die königliche Kabinettsorder vom 25. November 1741 in Niederschlesien die preußischen Verwaltungsstrukturen eingeführt. Dazu gehörte die Einrichtung zweier Kriegs- und Domänenkammern in Breslau und Glogau sowie deren Gliederung in Kreise und die Einsetzung von Landräten zum 1. Januar 1742.
Im Fürstentum Schweidnitz, einem der schlesischen Teilfürstentümer, wurden aus alten schlesischen Weichbildern die vier preußischen Kreise Bolkenhain-Landeshut, Reichenbach, Schweidnitz und Striegau gebildet. Alle vier Kreise unterstanden der Kriegs- und Domänenkammer Breslau, bis sie im Zuge der Stein-Hardenbergischen Reformen 1815 dem Regierungsbezirk Reichenbach der Provinz Schlesien zugeordnet wurden.
Der Kreis Bolkenhain-Landeshut wurde von der Regierung in Reichenbach zum 1. Januar 1818 in die beiden Kreise Bolkenhain und Landeshut aufgespalten, die den alten schlesischen Weichbildern Bolkenhain und Landeshut entsprachen. Nach der Auflösung des Regierungsbezirks Reichenbach wurde der Kreis Landeshut am 1. Mai 1820 dem Regierungsbezirk Liegnitz zugeteilt. 
Seit dem 1. Juli 1867 gehörte der Kreis zum Norddeutschen Bund und ab dem 1. Januar 1871 zum Deutschen Reich. Zum 8. November 1919 wurde die Provinz Schlesien aufgelöst. Aus den Regierungsbezirken Breslau und Liegnitz wurde die neue Provinz Niederschlesien gebildet. Zum 30. September 1928 wurden im Kreis Landeshut entsprechend der Entwicklung im übrigen Freistaat Preußen alle Gutsbezirke aufgelöst und benachbarten Landgemeinden zugeteilt.
Zum 1. Oktober 1932 wurden die Landgemeinden Ketschdorf und Seitendorf aus dem Kreis Goldberg-Haynau sowie die Landgemeinden Röhrsdorf (Riesengebirge) und Rothenzechau aus dem Landkreis Hirschberg in den Kreis Landeshut umgegliedert. Gleichzeitig kamen auch alle Gemeinden des aufgelösten Kreises Bolkenhain zum Kreis Landeshut, diese wurden aber am 1. Oktober 1933 wieder zusammen mit Ketschdorf und Seitendorf an den Kreis Jauer abgegeben.
Am 1. April 1934 traten die Landgemeinden Gaablau, Liebersdorf und Rothenbach in Schlesien vom Kreis Landeshut zum Landkreis Waldenburg (Schles). Am 1. April 1936 wurden die Gemeinden Merzdorf (Riesengebirge), Rudelstadt und Ruhbank aus dem Kreis Jauer in den Kreis Landeshut umgegliedert. In der Folgezeit wurde – entsprechend dem Namen der Kreisstadt – auch für den Kreis die Bezeichnung Landeshut i. Schles. üblich. Am 1. April 1938 wurden die preußischen Provinzen Niederschlesien und Oberschlesien zur neuen Provinz Schlesien zusammengeschlossen. Zum 18. Januar 1941 wurde die Provinz Schlesien aufgelöst und aus den Regierungsbezirken Breslau und Liegnitz die neue Provinz Niederschlesien gebildet.
Im Frühjahr 1945 wurde das Kreisgebiet von der Roten Armee besetzt. Im Sommer 1945 wurde das Kreisgebiet von der sowjetischen Besatzungsmacht gemäß dem Potsdamer Abkommen unter polnische Verwaltung gestellt. Im Kreisgebiet begann daraufhin der Zuzug polnischer Zivilisten, die zum Teil aus den an die Sowjetunion gefallenen Gebieten östlich der Curzon-Linie kamen. In der Folgezeit wurde die deutsche Bevölkerung größtenteils aus dem Kreisgebiet vertrieben.

## Einwohnerentwicklung
| Jahr | Einwohner | Quelle |
| ---- | --------- | ------ |
| 1819 | 31.754    | [ 9 ]  |
| 1846 | 39.800    | [ 10 ] |
| 1871 | 45.781    | [ 11 ] |
| 1885 | 48.583    | [ 12 ] |
| 1900 | 50.184    | [ 13 ] |
| 1910 | 52.555    | [ 13 ] |
| 1925 | 53.700    | [ 14 ] |
| 1939 | 47.353    | [ 14 ] |

## Landräte
1818–182700von Muzell-Stosch
1827–183500Anton zu Stolberg-Wernigerode
1835–183600von Berger (kommissarisch)
1836–184900von Thielau
1849–185800Eberhard zu Stolberg-Wernigerode
1858–187900Alfred von Klützow
1881–188500Udo zu Stolberg-Wernigerode
1885–189200Julius Leist
1892–190200Hans von Portatius
1902–191000Erich von Doetinchem de Rande
1910–191600Waldemar Moritz
1916–191900Carl von Weiler
1919–194500Otto Fiebrantz

## Kommunalverfassung
Der Kreis Landeshut gliederte sich zunächst in Städte, Landgemeinden und Gutsbezirke. Mit Einführung des preußischen Gemeindeverfassungsgesetzes vom 15. Dezember 1933 gab es ab dem 1. Januar 1934 eine einheitliche Kommunalverfassung für alle preußischen Gemeinden. Mit Einführung der Deutschen Gemeindeordnung vom 30. Januar 1935 trat zum 1. April 1935 im Deutschen Reich eine einheitliche Kommunalverfassung in Kraft, wonach die bisherigen Landgemeinden nun als Gemeinden bezeichnet wurden. Diese waren in Amtsbezirken zusammengefasst. Eine neue Kreisverfassung wurde nicht mehr geschaffen; es galt weiterhin die Kreisordnung für die Provinzen Ost- und Westpreußen, Brandenburg, Pommern, Schlesien und Sachsen vom 19. März 1881.

## Gemeinden
Der Kreis Landeshut umfasste zuletzt drei Städte und 43 Landgemeinden:
| - Albendorf - Alt Weißbach - Berthelsdorf - Blasdorf b. Liebau - Buchwald - Erlendorf - Görtelsdorf - Grüssau - Hartauforst - Hartmannsdorf - Haselbach - Johnsdorf - Kindelsdorf - Klein Hennersdorf - Krausendorf - Kunzendorf | - Landeshut i. Schles., Stadt - Liebau i. Schles., Stadt - Lindenau - Merzdorf (Riesengeb.) - Michelsdorf - Mittelkonradswaldau - Neu Weißbach - Neuen - Ober Zieder - Oppau - Petzelsdorf - Pfaffendorf - Reichhennersdorf - Reußendorf - Rohnau (Riesengeb.) - Röhrsdorf (Riesengeb.) | - Rothenzechau - Rudelstadt - Ruhbank - Schömberg, Stadt, Stadt - Schreibendorf - Schwarzwaldau - Städtisch Dittersbach - Städtisch Hartau - Städtisch Hermsdorf - Tannengrund - Trautliebersdorf - Tschöpsdorf - Vogelsdorf - Wittgendorf |

Bis 1939 fanden im Kreis die folgenden Eingemeindungen statt:
- Eventhal-Moritzfelde, am 30. September 1928 zu Pfaffendorf
- Forst, am 1. April 1939 zu Hartauforst
- Grüssauisch Dittersbach, am 1. Januar 1936 zu Liebau
- Grüssauisch Hartau, am 1. April 1939 zu Hartauforst
- Leuthmannsdorf, am 1. April 1929 zu Kratzbach
- Nieder Blasdorf, am 30. September 1928 zu Blasdorf b. Liebau
- Nieder Leppersdorf, 1903 zu Landeshut
- Nieder Schreibendorf, am 3. April 1913 zu Schreibendorf
- Nieder Zieder, 1903 zu Landeshut
- Ober Blasdorf, am 30. September 1928 zu Blasdorf b. Liebau
- Ober Konradswaldau, am 1. April 1939 zu Mittelkonradswaldau
- Ober Leppersdorf, am 30. September 1928 zu Landeshut
- Ober Schreibendorf, am 3. April 1913 zu Schreibendorf
- Ullersdorf, am 1. Januar 1936 zu Liebau
- Vogelgesang, 1929 zu Mittelkonradswaldau
- Voigtsdorf, am 1. April 1931 zu Schömberg

## Persönlichkeiten
- Karl Georg Wendriner (1885–1943, gest. in New York), Regisseur, Herausgeber und Schriftsteller